# Джамбул Джіґаурі
Джамбул Джіґаурі (груз. ჯაბა ჯიღაური, нар. 8 липня 1992, Тбілісі) — грузинський футболіст, півзахисник клубу «Вардар».
Виступав, зокрема, за клуб «Динамо» (Тбілісі), а також національну збірну Грузії.

## Клубна кар'єра
У дорослому футболі дебютував 2010 року виступами за команду клубу «Динамо» (Тбілісі), в якій провів сім сезонів, взявши участь у 81 матчі чемпіонату. 
Згодом з 2012 по 2014 рік грав на орендних умовах за «Динамо» (Тбілісі) II та «Чихура».
До складу макеонського «Вардара» приєднався 2017 року. Відтоді встиг відіграти за клуб зі Скоп'є 14 матчів в національному чемпіонаті.

## Виступи за збірні
Протягом 2013–2014 років залучався до складу молодіжної збірної Грузії. На молодіжному рівні зіграв в 11 офіційних матчах, забив 2 голи.
У 2016 році дебютував в офіційних матчах у складі національної збірної Грузії. Наразі провів у формі головної команди країни 6 матчів.

## Титули і досягнення
- Чемпіон Грузії (3):

«Динамо» (Тбілісі): 2012-13, 2015-16
«Динамо» (Батумі): 2021
- Чемпіон Македонії (1):

«Вардар»: 2016-17
- Володар Кубка Грузії (3):

«Динамо» (Тбілісі): 2012-13, 2015-16
«Чихура»: 2014-15
- Володар Кубка Узбекистану (1):

«Насаф»: 2023
- Володар Суперкубка Грузії (3):

«Чихура»: 2013
«Динамо» (Тбілісі): 2015
«Динамо» (Батумі): 2022
- Володар Суперкубка Узбекистану (2):

«Насаф»: 2023, 2024
- Чемпіон Узбекистану (1):

«Насаф»: 2024